# Slaget ved Wesenberg (1268)
Slaget ved Wesenberg (tysk: Schlacht bei Wesenberg, russisk: Раковорская битва (tr. Rakovorskaja bitva dansk: ~ Slaget ved Rakvere)) var et slag mellem den tyske orden og danske riddere på den ene side og hære fra Republikken Novgorod, Republikken Pskov og Vladimir-Suzdal på den anden side. Slaget blev udkæmpet den 18. februar 1268 nær den estiske by Rakvere (tysk: Wesenberg, russisk: Раковор (tr. Rakovor)), og endte med en afgørende sejr for russerne.
Den Tyske Orden, der var allieret med de danske riddere, som regerede det nordlige Estland, blev ledet af Otto von Lutterberg. I den tysk-danske hær var der mange estiske fodfolk. De russiske troppers ledere var guvernør i Novgorod Mikhail Fjodorovitj, Daumantas af Pskov og Storfyrste Dmitrij Alexandrovitj, søn af Alexander Nevskij, der repræsenterede Vladimir-Suzdal.
Ridderne havde lært af Slaget på isen. De opstillede i kileformation, der havde høj gennemtrængningsskraft, men samtidigt havde svært ved at manøvrere. Derfor delte de hæren op i to dele, hvor den ene skulle være i reserve for at kunne angribe fra baghold med en anden kile i løbet af slaget. Denne taktik var fra starten vellykket. Midten af den russiske hær, som hovedsageligt bestod af mænd fra Novgorod og Pskov, kom i alvorlige problemer, blandt andre faldt lederen Mikhail Fjodorovitj. Novgorodkrønikken beskriver den gensidige nedslagtning som noget "vore fædre og bedstefædre aldrig har set".
Imidlertid holdt ridderhærens reserve sig ikke til den oprindelige plan. Reserven havde fået det indtryk, at slaget allerede var vundet og slog sig på plyndring det russiske træn. Imidlertid blev de mødt af et uventet flankeangreb af tropperne fra Vladimir-Suzdal under ledelse af storfyrste Dmitrij Alexandrovitj, dermed udviklede situationen sig til russerne fordel. Ridderne blev forfulgt flere kilometer og dræbt eller taget til fange. Med sejren satte de russiske styrker en stopper for den tysk-danske ekspansion de næste 30 år.